# Karlgren-Li-Rekonstruktion des Mittelchinesischen
Die Karlgren-Li-Rekonstruktion des Mittelchinesischen ist eine Darstellung der Laute des Mittelchinesischen ausgearbeitet von Bernhard Karlgren und 1971 überarbeitet von Li Fang-Kuei, indem er eine Anzahl geringfügiger Mängel behoben hat.